# Разноядные жуки
Разноя́дные жуки́ (лат. Polyphaga) — подотряд жесткокрылых насекомых, насчитывающий 144 семейства в 16 надсемействах. В нём описано 300 000 видов, это примерно 90 % всех открытых видов жуков. Как и следует из названия, как русского, так и на латыни, пищевые связи его представителей могут быть самыми разнообразными.

## Классификация
Выделяют от 5 до 7 инфраотрядов или серий надсемейств. Ископаемое семейство Peltosynidae не отнесено ни к одной из современных групп Polyphaga, так как наличие плезиоморфных черт отличает его от всех других групп подотряда и указывает на корневое положение Peltosynidae на филогенетическом древе подотряда разноядных жуков.
- Подотряд разноядные жуки (Polyphaga) Emery, 1886
  - Серия надсемейств стафилиниформные (Staphyliniformia) Lameere, 1900
    - Надсемейство гидрофилоидные (Hydrophiloidea) Latreille, 1802
    - Надсемейство гистероидные (Histeroidea) Gyllenhal, 1808
    - Надсемейство стафилиноидные (Staphylinoidea) Latreille, 1802

  - Серия надсемейств скарабеиформные (Scarabaeiformia) Crowson, 1960
    - Надсемейство скарабеоидные (Scarabaeoidea) Latreille, 1802

  - Серия надсемейств элатериформные (Elateriformia)
    - Надсемейство Dascilloidea Guérin-Méneville, 1843
    - Надсемейство сциртоидные (Scirtoidea) Fleming, 1821
    - Надсемейство бупрестоидные (Buprestoidea)
    - Надсемейство бирроидные (Byrrhoidea)
    - Надсемейство элатероидные (Elateroidea) Leach, 1815
    - Надсемейство кантароидные (Cantharoidea)

  - Серия надсемейств кукуйиформные (Cucujiformia), =Chrysomelomorpha
    - Надсемейство Derodontoidea LeConte, 1861
    - Надсемейство бострихоидные (Bostrichoidea) Latreille, 1802
    - Надсемейство Lymexyloidea Fleming, 1921
    - Надсемейство клероидные (Cleroidea) Latreille, 1802
    - Надсемейство кукуйоидные (Cucujoidea)
    - Надсемейство тенебрионоидные (Tenebrionoidea) Latreille, 1802
    - Надсемейство хризомелоидные (Chrysomeloidea) Latreille, 1802

  - Серия надсемейств куркулиониформные (Curculioniformia) Kirejtshuk, 1991(?)
    - Надсемейство куркулионоидные (Curculionoidea) Latreille, 1802

  - Семейства incertae sedis
    - † Peltosynidae Yan et al., 2017[1]